# Список заблокированных в России СМИ
Данная статья представляет собой список средств массовой информации, чьи интернет-ресурсы были заблокированы Роскомнадзором в российском сегменте Интернета.

## Список заблокированных сайтов средств массовой информации
| Логотип издания | Название издания                             | Сайт                            | Страна                 | Госорган | Дата блокировки       | Дата разблокировки | Причина блокировки |
| --------------- | -------------------------------------------- | ------------------------------- | ---------------------- | -------- | --------------------- | ------------------ | --- |
|                 | «Грани.Ру»                                   | grani.ru                        | Россия                 |          | 13 марта 2014 года    | отсутствует        | Заблокировано за «призывы к противоправной деятельности и участию в массовых мероприятиях, проводимых с нарушением установленного порядка».                                                           |
|                 | «Ежедневный журнал»                          | ej.ru                           | Россия                 |          | 13 марта 2014 года    | отсутствует        | Заблокировано за «призывы к противоправной деятельности и участию в массовых мероприятиях, проводимых с нарушением установленного порядка».                                                           |
|                 | «Каспаров.ру»                                | kasparov.ru                     | Россия                 |          | 13 марта 2014 года    | отсутствует        | Заблокировано за «призывы к противоправной деятельности и участию в массовых мероприятиях, проводимых с нарушением установленного порядка».                                                           |
|                 | BlackSeaNews                                 | blackseanews.net                | Украина                |          | 16 октября 2015 года  | отсутствует        | Заблокировано из-за материалов, которые «содержат призывы к массовым беспорядкам, осуществлению экстремистской деятельности».                                                                         |
|                 | «РБК-Украина»                                | rbc.ua                          | Украина                |          | 29 января 2016 года   | отсутствует        | Заблокировано из-за материалов, которые «содержат призывы к массовым беспорядкам, осуществлению экстремистской деятельности».                                                                         |
|                 | «События Крыма»                              | sobytiya.info                   | Украина                |          | 31 января 2016 года   | отсутствует        | Заблокировано из-за материалов, которые «содержат призывы к массовым беспорядкам, осуществлению экстремистской деятельности».                                                                         |
|                 | «Спутник и Погром»                           | sputnikipogrom.com              | Россия                 |          | 6 июля 2017 года      | отсутствует        | Заблокировано из-за признаков «информационного ресурса националистического толка». |
|                 | The Barents Observer                         | thebarentsobserver.com          | Норвегия               |          | 19 февраля 2019 года  | отсутствует        | Заблокировано за отказ редакции удалить материал о суициде. |
|                 | «МБХ медиа»                                  | mbk-news.appspot.com            | Россия                 |          | 4 августа 2021 года   | отсутствует        | Заблокировано с целью «ограничения доступа к информационным ресурсам Open Russia Civic Movement, Open Russia», в число которых входит «МБХ медиа».                                                    |
|                 | «Открытые медиа»                             | openmedia.io                    | Эстония                |          | 4 августа 2021 года   | отсутствует        | Заблокировано с целью «ограничения доступа к информационным ресурсам Open Russia Civic Movement, Open Russia», в число которых входят «Открытые медиа».                                               |
|                 | «Проект»                                     | proekt.media                    | Россия                 |          | 27 октября 2021 года  | отсутствует        | Заблокировано по требованию Генпрокуратуры РФ за распространение материалов «нежелательной организации».                                                                                              |
|                 | «Корреспондент.net»                          | korrespondent.net               | Украина                |          | 27 февраля 2022 года  | отсутствует        | Заблокировано за «публикацию недостоверной информации» о ситуации на Украине. |
|                 | «Настоящее время»                            | currenttime.tv                  | Чехия                  |          | 27 февраля 2022 года  | отсутствует        | Заблокировано за «публикацию недостоверной информации» о ситуации на Украине. |
|                 | «Украинская правда»                          | pravda.com.ua                   | Украина                |          | 27 февраля 2022 года  | отсутствует        | Заблокировано за «публикацию недостоверной информации» о ситуации на Украине. |
|                 | The New Times                                | newtimes.ru                     | Россия                 |          | 27 февраля 2022 года  | отсутствует        | Заблокировано за «публикацию недостоверной информации» о ситуации на Украине. |
|                 | «Крым.Реалии» (рус.)                         | ru.krymr.com                    | США                    |          | 28 февраля 2022 года  | отсутствует        | Заблокировано за «публикацию недостоверной информации» о ситуации на Украине. |
|                 | УНИАН                                        | unian.ua                        | Украина                |          | 28 февраля 2022 года  | отсутствует        | Заблокировано за «публикацию недостоверной информации» о ситуации на Украине. |
|                 | DOXA                                         | doxa.team                       | Россия                 |          | 28 февраля 2022 года  | отсутствует        | Заблокировано за «публикацию недостоверной информации» о ситуации на Украине. |
|                 | Громадское телевидение                       | hromadske.ua                    | Украина                |          | 1 марта 2022 года     | отсутствует        | Заблокировано за «публикацию недостоверной информации» о ситуации на Украине. |
|                 | «Дождь» (российский домен)                   | tvrain.ru                       | Россия                 |          | 1 марта 2022 года     | отсутствует        | Заблокировано за «публикацию недостоверной информации» о ситуации на Украине. |
|                 | «Страна.UA» (первый домен)                   | strana.news                     | Украина                |          | 1 марта 2022 года     | отсутствует        | Заблокировано за «публикацию недостоверной информации» о ситуации на Украине. |
|                 | «Тайга.Инфо»                                 | tayga.info                      | Россия                 |          | 1 марта 2022 года     | отсутствует        | Заблокировано за «публикацию недостоверной информации» о ситуации на Украине. |
|                 | «Эхо Москвы»                                 | echo.msk.ru                     | Россия                 |          | 1 марта 2022 года     | отсутствует        | Заблокировано за «публикацию недостоверной информации» о ситуации на Украине. |
|                 | The Village                                  | the-village.ru                  | Россия                 |          | 2 марта 2022 года     | отсутствует        | Заблокировано за «публикацию недостоверной информации» о ситуации на Украине. |
|                 | «Арсеньевские вести»                         | arsvest.ru                      | Россия                 |          | 3 марта 2022 года     | отсутствует        | Заблокировано за «публикацию недостоверной информации» о ситуации на Украине. |
|                 | «Кавказ.Реалии»                              | kavkazr.com                     | США                    |          | 3 марта 2022 года     | отсутствует        | Заблокировано за «публикацию недостоверной информации» о ситуации на Украине. |
|                 | «Радио Свобода»                              | svoboda.org                     | США                    |          | 3 марта 2022 года     | отсутствует        | Заблокировано за «публикацию недостоверной информации» о ситуации на Украине. |
|                 | «Русская служба Би-би-си»                    | bbc.com/russian                 | Великобритания         |          | 3 марта 2022 года     | отсутствует        | Заблокировано за «публикацию недостоверной информации» о ситуации на Украине. |
|                 | «Свободные Медиа»                            | freemedia.io                    | Россия                 |          | 3 марта 2022 года     | отсутствует        | Заблокировано за «публикацию недостоверной информации» о ситуации на Украине. |
|                 | ТВ-2 (Томск)                                 | tv2.today                       | Россия                 |          | 3 марта 2022 года     | отсутствует        | Заблокировано за «публикацию недостоверной информации» о ситуации на Украине. |
|                 | BBC                                          | bbc.com                         | Великобритания         |          | 3 марта 2022 года     | отсутствует        | Заблокировано за «публикацию недостоверной информации» о ситуации на Украине. |
|                 | Deutsche Welle                               | dw.com                          | Германия               |          | 3 марта 2022 года     | отсутствует        | Заблокировано за «публикацию недостоверной информации» о ситуации на Украине. |
|                 | «Idel.Реалии»                                | idelreal.org                    | США                    |          | 3 марта 2022 года     | отсутствует        | Заблокировано за «публикацию недостоверной информации» о ситуации на Украине. |
|                 | «Голос Америки»                              | voanews.com                     | США                    |          | 4 марта 2022 года     | отсутствует        | Заблокировано за «публикацию недостоверной информации» о ситуации на Украине. |
|                 | ИА «Засекин» (Самара)                        | zasekin.ru                      | Россия                 |          | 4 марта 2022 года     | отсутствует        | Заблокировано за «публикацию недостоверной информации» о ситуации на Украине. |
|                 | «Север.Реалии»                               | severreal.org                   | США                    |          | 4 марта 2022 года     | отсутствует        | Заблокировано за «публикацию недостоверной информации» о ситуации на Украине. |
|                 | «Сибирь.Реалии»                              | sibreal.org                     | США                    |          | 4 марта 2022 года     | отсутствует        | Заблокировано за «публикацию недостоверной информации» о ситуации на Украине. |
|                 | Медуза                                       | meduza.io                       | Латвия                 |          | 4 марта 2022 года     | отсутствует        | Заблокировано за «публикацию недостоверной информации» о ситуации на Украине. |
|                 | «Троицкий вариант»                           | trv-science.ru                  | Россия                 |          | 5 марта 2022 года     | отсутствует        | Заблокировано за «публикацию недостоверной информации» о ситуации на Украине. |
|                 | «7x7 — Горизонтальная Россия»                | semnasem.org                    | Россия                 |          | 6 марта 2022 года     | отсутствует        | Заблокировано за «публикацию недостоверной информации» о ситуации на Украине. |
|                 | «Вот Так»                                    | vot-tak.tv                      | Польша                 |          | 6 марта 2022 года     | отсутствует        | Заблокировано за «публикацию недостоверной информации» о ситуации на Украине. |
|                 | «Агентство»                                  | agents.media                    | Россия                 |          | 6 марта 2022 года     | отсутствует        | Заблокировано за «публикацию недостоверной информации» о ситуации на Украине. |
|                 | «ЛентаЧел»                                   | lentachel.ru                    | Россия                 |          | 6 марта 2022 года     | отсутствует        | Заблокировано за «публикацию недостоверной информации» о ситуации на Украине. |
|                 | «Медиазона»                                  | zona.media                      | Россия                 |          | 6 марта 2022 года     | отсутствует        | Заблокировано за «публикацию недостоверной информации» о ситуации на Украине. |
|                 | «Сноб»                                       | snob.ru                         | Россия                 |          | 6 марта 2022 года     | 7 марта 2022 года  | Заблокировано за «публикацию недостоверной информации» о ситуации на Украине. |
|                 | «Собеседник»                                 | sobesednik.com                  | Россия                 |          | 6 марта 2022 года     | отсутствует        | Заблокировано за «публикацию недостоверной информации» о ситуации на Украине. |
|                 | «Эхо Кавказа»                                | ekhokavkaza.com                 | США                    |          | 6 марта 2022 года     | отсутствует        | Заблокировано за «публикацию недостоверной информации» о ситуации на Украине. |
|                 | Activatica                                   | activatica.org                  | Россия                 |          | 6 марта 2022 года     | отсутствует        | Заблокировано за «публикацию недостоверной информации» о ситуации на Украине. |
|                 | SlavicSac                                    | slavicsac.com                   | США                    |          | 6 марта 2022 года     | отсутствует        | Заблокировано за «публикацию недостоверной информации» о ситуации на Украине. |
|                 | Republic                                     | republic.ru                     | Россия                 |          | 6 марта 2022 года     | отсутствует        | Заблокировано за «публикацию недостоверной информации» о ситуации на Украине. |
|                 | «Зеркало»                                    | zerkalo.io                      | Беларусь               |          | 8 марта 2022 года     | отсутствует        | Заблокировано за «публикацию недостоверной информации» о ситуации на Украине. |
|                 | «Важные истории»                             | istories.media                  | Россия                 |          | 10 марта 2022 года    | отсутствует        | Заблокировано за «публикацию недостоверной информации» о ситуации на Украине. |
|                 | Colta.ru                                     | colta.ru                        | Россия                 |          | 10 марта 2022 года    | отсутствует        | Заблокировано за «публикацию недостоверной информации» о ситуации на Украине. |
|                 | «Бумага»                                     | paperpaper.ru                   | Россия                 |          | 11 марта 2022 года    | отсутствует        | Заблокировано за «публикацию недостоверной информации» о ситуации на Украине. |
|                 | TJ                                           | tjournal.ru                     | Россия                 |          | 14 марта 2022 года    | отсутствует        | Заблокировано за «публикацию недостоверной информации» о ситуации на Украине. |
|                 | «Вести Израиля»                              | vesty.co.il                     | Израиль                |          | 16 марта 2022 года    | отсутствует        | Заблокировано за «публикацию недостоверной информации» о ситуации на Украине. |
|                 | «Девятый канал» (Израиль)                    | 9tv.co.il                       | Израиль                |          | 16 марта 2022 года    | отсутствует        | Заблокировано за «публикацию недостоверной информации» о ситуации на Украине. |
|                 | «Еврорадио»                                  | euroradio.fm                    | Польша                 |          | 16 марта 2022 года    | отсутствует        | Заблокировано за «публикацию недостоверной информации» о ситуации на Украине. |
|                 | «Кавказский узел»                            | kavkaz-uzel.eu                  | Россия                 |          | 16 марта 2022 года    | отсутствует        | Заблокировано за «публикацию недостоверной информации» о ситуации на Украине. |
|                 | «Новые известия»                             | newizv.ru                       | Россия                 |          | 16 марта 2022 года    | 23 марта 2022 года | Заблокировано за «публикацию недостоверной информации» о ситуации на Украине. |
|                 | BBC News                                     | bbc.com/news                    | Великобритания         |          | 16 марта 2022 года    | отсутствует        | Заблокировано за «публикацию недостоверной информации» о ситуации на Украине. |
|                 | Bellingcat                                   | bellingcat.com                  | Нидерланды             |          | 16 марта 2022 года    | отсутствует        | Заблокировано за «публикацию недостоверной информации» о ситуации на Украине. |
|                 | Postimees                                    | postimees.ee                    | Эстония                |          | 16 марта 2022 года    | отсутствует        | Заблокировано за «публикацию недостоверной информации» о ситуации на Украине. |
|                 | SVTV NEWS                                    | svtv.org                        | Россия                 |          | 16 марта 2022 года    | отсутствует        | Заблокировано за «публикацию недостоверной информации» о ситуации на Украине. |
|                 | «Медиазона. Центральная Азия»                | mediazona.ca                    | Казахстан · Кыргызстан |          | 17 марта 2022 года    | отсутствует        | Заблокировано за «публикацию недостоверной информации» о ситуации на Украине. |
|                 | Bellingcat (рус.)                            | ru.bellingcat.com               | Нидерланды             |          | 18 марта 2022 года    | отсутствует        | Заблокировано за «публикацию недостоверной информации» о ситуации на Украине. |
|                 | Euronews                                     | euronews.com                    | Франция                |          | 21 марта 2022 года    | отсутствует        | Заблокировано за «публикацию недостоверной информации» о ситуации на Украине. |
|                 | Google Новости                               | news.google.com                 | США                    |          | 23 марта 2022 года    | отсутствует        | Заблокировано за «публикацию недостоверной информации» о ситуации на Украине. |
|                 | Delfi (литовский домен)                      | delfi.lt                        | Латвия                 |          | 24 марта 2022 года    | отсутствует        | Заблокировано за «публикацию недостоверной информации» о ситуации на Украине. |
|                 | «Радио Азатлык»                              | azathabar.com rus.azathabar.com | США                    |          | 26 марта 2022 года    | отсутствует        | Заблокировано за «публикацию недостоверной информации» о ситуации на Украине. |
|                 | «Довод»                                      | dovod.online                    | Россия                 |          | 27 марта 2022 года    | отсутствует        | Заблокировано за «публикацию недостоверной информации» о ситуации на Украине. |
|                 | «Страна.UA» (второй домен)                   | strana.today                    | Украина                |          | 27 марта 2022 года    | отсутствует        | Заблокировано за «публикацию недостоверной информации» о ситуации на Украине. |
|                 | «Фортанга»                                   | fortanga.org                    | Россия                 |          | 27 марта 2022 года    | отсутствует        | Заблокировано за «публикацию недостоверной информации» о ситуации на Украине. |
|                 | It’s My City                                 | itsmycity.ru                    | Россия                 |          | 27 марта 2022 года    | отсутствует        | Заблокировано за «публикацию недостоверной информации» о ситуации на Украине. |
|                 | «Радио Азаттык»                              | azattyq.org rus.azattyq.org     | США                    |          | 28 марта 2022 года    | отсутствует        | Заблокировано за «публикацию недостоверной информации» о ситуации на Украине. |
|                 | «Радио Озоди»                                | ozodi.org rus.ozodi.org         | США                    |          | 28 марта 2022 года    | отсутствует        | Заблокировано за «публикацию недостоверной информации» о ситуации на Украине. |
|                 | Newsru.com                                   | newsru.com newsru.co.il         | Россия · Израиль       |          | 28 марта 2022 года    | отсутствует        | Заблокировано за «публикацию недостоверной информации» о ситуации на Украине. |
|                 | «Курсор»                                     | cursorinfo.co.il                | Израиль                |          | 30 марта 2022 года    | отсутствует        | Заблокировано за «публикацию недостоверной информации» о ситуации на Украине. |
|                 | MIGnews.com                                  | mignews.com                     | Израиль                |          | 2 апреля 2022 года    | отсутствует        | Заблокировано за «публикацию недостоверной информации» о ситуации на Украине. |
|                 | «Захав.ру»                                   | zahav.ru                        | Израиль                |          | 2 апреля 2022 года    | отсутствует        | Заблокировано за «публикацию недостоверной информации» о ситуации на Украине. |
|                 | Delfi (латвийский домен; рус.)               | rus.delfi.lv                    | Латвия                 |          | 2 апреля 2022 года    | отсутствует        | Заблокировано за «публикацию недостоверной информации» о ситуации на Украине. |
|                 | ICTV                                         | ictv.ua                         | Украина                |          | 3 апреля 2022 года    | отсутствиет        | Заблокировано за «публикацию недостоверной информации, о ситуации на Украине». |
|                 | «Дискурс»                                    | discours.io                     | Россия                 |          | 6 апреля 2022 года    | отсутствует        | Заблокировано за «распространение недостоверной информации, направленной на дестабилизацию общественно-политической обстановки».                                                                      |
|                 | Wonderzine                                   | wonderzine.com                  | Россия                 |          | 7 апреля 2022 года    | отсутствует        | Заблокировано из-за отказа редакции удалить 7 статей об ЛГБТ. |
|                 | «Холод»                                      | holod.media                     | Россия                 |          | 9 апреля 2022 года    | отсутствует        | Заблокировано за «публикацию недостоверной информации» о ситуации на Украине. |
|                 | Ilta-Sanomat                                 | is.fi                           | Финляндия              |          | 20 апреля 2022 года   | отсутствует        | Заблокировано за «публикацию недостоверной информации» о ситуации на Украине. |
|                 | «Новая газета. Европа»                       | novayagazeta.eu                 | Латвия                 |          | 29 апреля 2022 года   | отсутствует        | Заблокировано за «публикацию недостоверной информации» о ситуации на Украине. |
|                 | «Т-инвариант»                                | t-invariant.org                 | США                    |          | 3 мая 2022 года       | отсутствует        | Заблокировано за «публикацию недостоверной информации» о ситуации на Украине. |
|                 | Delfi (эстонский домен; рус.)                | rus.delfi.ee                    | Латвия                 |          | 14 мая 2022 года      | отсутствует        | Заблокировано за «публикацию недостоверной информации» о ситуации на Украине. |
|                 | Germania.one                                 | germania.one                    | Германия               |          | 14 мая 2022 года      | отсутствует        | Заблокировано за «публикацию недостоверной информации» о ситуации на Украине. |
|                 | USA.one                                      | usa.one                         | США                    |          | 14 мая 2022 года      | отсутствует        | Заблокировано за «публикацию недостоверной информации» о ситуации на Украине. |
|                 | «Интерфакс-Украина»                          | interfax.com.ua                 | Украина                |          | 24 мая 2022 года      | отсутствует        | Заблокировано за «публикацию недостоверной информации» о ситуации на Украине. |
|                 | «Львовский портал»                           | portal.lviv.ua                  | Украина                |          | 24 мая 2022 года      | отсутствует        | Заблокировано за «публикацию недостоверной информации» о ситуации на Украине. |
|                 | Jauns.lv (рус.)                              | rus.jauns.lv                    | Латвия                 |          | 24 мая 2022 года      | отсутствует        | Заблокировано за «публикацию недостоверной информации» о ситуации на Украине. |
|                 | «Сухуми.Инфо»                                | cyxymu.info                     | Грузия                 |          | 24 мая 2022 года      | отсутствует        | Заблокировано за «публикацию недостоверной информации» о ситуации на Украине. |
|                 | «Реалист.Online»                             | realist.online                  | Украина                |          | 24 мая 2022 года      | отсутствует        | Заблокировано за «публикацию недостоверной информации» о ситуации на Украине. |
|                 | «Телеграф.by»                                | telegraf.by                     | Беларусь               |          | 24 мая 2022 года      | отсутствует        | Заблокировано за «публикацию недостоверной информации» о ситуации на Украине. |
|                 | «Бигус.Инфо»                                 | bihus.info                      | Украина                |          | 26 мая 2022 года      | отсутствует        | Заблокировано за «публикацию недостоверной информации» о ситуации на Украине. |
|                 | «Общественное вещание Украины»               | suspilne.media                  | Украина                |          | 30 мая 2022 года      | отсутствует        | Заблокировано за «публикацию недостоверной информации» о ситуации на Украине. |
|                 | Yle                                          | yle.fi                          | Финляндия              |          | 1 июня 2022 года      | отсутствует        | Заблокировано за «публикацию недостоверной информации» о ситуации на Украине. |
|                 | Helsingin Sanomat                            | hs.fi                           | Финляндия              |          | 2 июня 2022 года      | отсутствует        | Заблокировано за «публикацию недостоверной информации» о ситуации на Украине. |
|                 | «Ґрати»                                      | graty.me                        | Украина                |          | 5 июня 2022 года      | отсутствует        | Заблокировано за «публикацию недостоверной информации» о ситуации на Украине. |
|                 | «Свои Кривой рог»                            | svoi.kr.ua                      | Украина                |          | 5 июня 2022 года      | отсутствует        | Заблокировано за «публикацию недостоверной информации» о ситуации на Украине». |
|                 | «Сеть Новостей»                              | merezha.co                      | Украина                |          | 5 июня 2022 года      | отсутствует        | Заблокировано за «публикацию недостоверной информации» о ситуации на Украине. |
|                 | «Следствие.Инфо»                             | slidstvo.info                   | Украина                |          | 5 июня 2022 года      | отсутствует        | Заблокировано за «публикацию недостоверной информации» о ситуации на Украине. |
|                 | Root Nation                                  | root-nation.com                 | Украина                |          | 5 июня 2022 года      | отсутствует        | Заблокировано за «публикацию недостоверной информации» о ситуации на Украине. |
|                 | «Вёрстка»                                    | verstka.media                   | Россия                 |          | 14 июня 2022 года     | отсутствует        | Заблокировано за «публикацию недостоверной информации» о ситуации на Украине. |
|                 | Locals                                       | locals.md                       | Молдова                |          | 14 июня 2022 года     | отсутствует        | Заблокировано за «публикацию недостоверной информации» о ситуации на Украине. |
|                 | Polska Agencja Prasowa                       | pap.pl                          | Польша                 |          | 14 июня 2022 года     | отсутствует        | Заблокировано за «публикацию недостоверной информации» о ситуации на Украине. |
|                 | «Скат media»                                 | skat.media                      | Россия                 |          | 3 июля 2022 года      | отсутствует        | Заблокировано за «публикацию недостоверной информации» о ситуации на Украине. |
|                 | Die Welt                                     | welt.de                         | Германия               |          | 9 июля 2022 года      | отсутствует        | Заблокировано за «публикацию недостоверной информации». В июне 2022 года Welt сообщала о полётах российских частных самолётов над территорией ЕС, которые происходили, несмотря на введённые санкции. |
|                 | The Insider                                  | theins.ru                       | Латвия                 |          | 15 июля 2022 года     | отсутствует        | Заблокировано за «публикацию недостоверной информации» о ситуации на Украине. |
|                 | «Вестник Оппозиционной Русской Культуры»     | roar-review.com                 | Россия                 |          | 16 июля 2022 года     | отсутствует        | Заблокировано за «публикацию недостоверной информации» о ситуации на Украине. |
|                 | «НО. Новая рассказ-газета»                   | novaya.no                       | Россия                 |          | 23 июля 2022 года     | отсутствует        | Заблокировано за «дискредитацию российской армии». |
|                 | «После»                                      | posle.media                     | Россия                 |          | 24 июля 2022 года     | отсутствует        | Заблокировано за «публикацию недостоверной информации» о ситуации на Украине. |
|                 | «Черта»                                      | cherta.media                    | Россия                 |          | 24 июля 2022 года     | отсутствует        | Заблокировано за «публикацию недостоверной информации» о ситуации на Украине. |
|                 | «Новая вкладка»                              | thenewtab.io                    | Россия                 |          | 1 августа 2022 года   | отсутствует        | Заблокировано из-за интервью с депутатом из Тувы, который открыто выступил с антивоенной позицией. |
|                 | «Сахалин.инфо»                               | sakhalin.info                   | Россия                 |          | 5 августа 2022 года   | отсутствует        | Заблокировано за «публикацию недостоверной информации» о ситуации на Украине. |
|                 | «Эхо»                                        | echofm.online                   | Германия               |          | 6 октября 2022 года   | отсутствует        | Заблокировано за «публикацию недостоверной информации» о ситуации на Украине. |
|                 | «Патриот Днепропетровщины»                   | patriot.dp.ua                   | Украина                |          | 8 октября 2022 года   | отсутствует        | Заблокировано за «публикацию недостоверной информации» о ситуации на Украине. |
|                 | «Спектр»                                     | spektr.press                    | Россия                 |          | 8 октября 2022 года   | отсутствует        | Заблокировано за «публикацию недостоверной информации» о ситуации на Украине. |
|                 | «Метла»                                      | metla.press                     | Россия                 |          | 19 октября 2022 года  | отсутствует        | Заблокировано за «неоднократное размещение информации, распространяемой с нарушением требований законодательства Российской Федерации».                                                               |
|                 | «Новости оппозиции»                          | opposition-news.com             | Россия                 |          | 19 октября 2022 года  | отсутствует        | Заблокировано за «публикацию недостоверной информации» о ситуации на Украине. |
|                 | «Новая газета»                               | novayagazeta.ru                 | Россия                 |          | 16 ноября 2022 года   | отсутствует        | Ресурс novayagazeta.ru признана «зеркалом» заблокированного ранее на постоянной основе сайта novaya.no «Новой газеты». Доступ к «зеркалам» ранее заблокированных ресурсов подлежит ограничению.       |
|                 | «Свободное пространство»                     | novaya.media                    | Россия                 |          | 16 ноября 2022 года   | отсутствует        | Ресурс novaya.media признан «зеркалом» заблокированного ранее на постоянной основе сайта novaya.no «Новой газеты». Доступ к «зеркалам» ранее заблокированных ресурсов подлежит ограничению.           |
|                 | «Проверено.Медиа»                            | provereno.media                 | Россия                 |          | 15 декабря 2022 года  | отсутствует        | Заблокировано за «публикацию недостоверной информации» о ситуации на Украине. |
|                 | «Резонанс»                                   | rezonans.media                  | Россия                 |          | 15 декабря 2022 года  | отсутствует        | Заблокировано за «публикацию недостоверной информации» о ситуации на Украине. |
|                 | «Дождь» (международный домен)                | tvrain.tv                       | Латвия · Нидерланды    |          | 22 декабря 2022 года  | отсутствует        | Заблокировано за «публикацию недостоверной информации» о ситуации на Украине. |
|                 | АТН                                          | atn.ua                          | Украина                |          | 14 января 2023 года   | отсутствует        | Заблокировано за «публикацию недостоверной информации» о ситуации на Украине. |
|                 | «Экспресс»                                   | expres.online                   | Украина                |          | 14 января 2023 года   | отсутствует        | Заблокировано за «публикацию недостоверной информации» о ситуации на Украине. |
|                 | «7 дней»                                     | 7dniv.rv.ua                     | Украина                |          | 14 января 2023 года   | отсутствует        | Заблокировано за «публикацию недостоверной информации» о ситуации на Украине. |
|                 | «FreeДом»                                    | tvfreedom.io                    | Украина                |          | 14 января 2023 года   | отсутствует        | Заблокировано за «публикацию недостоверной информации» о ситуации на Украине. |
|                 | «Хроники.Медиа»                              | chronicles.media                | Россия                 |          | 18 января 2023 года   | отсутствует        | Заблокировано за «публикацию недостоверной информации» о ситуации на Украине. |
|                 | «Крым.Реалии»                                | krymr.com                       | США                    |          | 27 января 2023 года   | отсутствует        | Заблокировано за «публикацию недостоверной информации» о ситуации на Украине. |
|                 | Politiken                                    | politiken.dk                    | Дания                  |          | 30 января 2023 года   | отсутствует        | Заблокировано за «публикацию недостоверной информации» о ситуации на Украине. |
|                 | The Bell                                     | thebell.io                      | Россия                 |          | 17 февраля 2023 года  | отсутствует        | Заблокировано за «публикацию недостоверной информации» о ситуации на Украине. |
|                 | «Арбат.Медиа»                                | arbat.media                     | Казахстан              |          | 25 апреля 2023 года   | отсутствует        | Заблокировано за «публикацию недостоверной информации» о ситуации на Украине. |
|                 | «ОВД-Инфо»                                   | ovdinfo.org ovd.news ovd.legal  | Россия                 |          | 7 июня 2023 года      | отсутствует        | Заблокировано из-за «несоблюдения закона об иноагентах». |
|                 | Votvot                                       | votvot.tv                       | США                    |          | 17 июня 2023 года     | отсутствует        | Заблокировано за «публикацию недостоверной информации» о ситуации на Украине. |
|                 | BERLIN-VISUAL.com                            | berlin-visual.com               | Германия               |          | 20 июня 2023 года     | отсутствует        | Заблокировано за «публикацию недостоверной информации» о ситуации на Украине. |
|                 | РИА ФАН                                      | riafan.ru                       | Россия                 |          | 24 июня 2023 года     | отсутствует        | Заблокировано за «материалы, содержащие призывы к массовым беспорядкам, осуществлению экстремистской деятельности».                                                                                   |
|                 | «Свідомі»                                    | svidomi.in.ua                   | Украина                |          | 27 июня 2023 года     | отсутствует        | Заблокировано за «публикацию недостоверной информации» о ситуации на Украине. |
|                 | «Весьма»                                     | vesma.today                     | Россия                 |          | 18 июля 2023 года     | отсутствует        | Заблокировано за «публикацию недостоверной информации» о ситуации на Украине. |
|                 | Andrei Sakharov Foundation                   | sakharovfoundation.org          | США                    |          | 20 июля 2023 года     | отсутствует        | Заблокировано за «публикацию недостоверной информации» о ситуации на Украине. |
|                 | «Конгресс антивоенных инициатив»             | antiwar.in                      | Германия               |          | 3 августа 2023 года   | отсутствует        | Заблокировано за «публикацию недостоверной информации» о ситуации на Украине. |
|                 | JAKPOLAK.COM                                 | jakpolak.com                    | Польша                 |          | 12 августа 2023 года  | отсутствует        | Заблокировано за «публикацию недостоверной информации» о ситуации на Украине. |
|                 | European Union Temporary Relocation Platform | eutrp.eu                        | Нидерланды             |          | 19 августа 2023 года  | отсутствует        | Заблокировано за распространение материалов «нежелательной организации». |
|                 | Friends of Novaya Gazeta Europe              | fonge.org                       | Россия                 |          | 25 августа 2023 года  | отсутствует        | Заблокировано за распространение материалов «нежелательной организации». |
|                 | «Радио Сахаров»                              | radiosakharov.org               | Россия                 |          | 31 августа 2023 года  | отсутствует        | Заблокировано за «публикацию недостоверной информации» о ситуации на Украине. |
|                 | «Колючий Саров — КолСар»                     | kolsar.org                      | Россия                 |          | 5 сентября 2023 года  | отсутствует        | Заблокировано за «публикацию недостоверной информации» о ситуации на Украине. |
|                 | «Продолжение Следует»                        | prosleduetmedia.com             | Россия                 |          | 9 сентября 2023 года  | отсутствует        | Заблокировано за «публикацию недостоверной информации» о ситуации на Украине. |
|                 | «Ковчег»                                     | kovcheg.live                    | США                    |          | 9 сентября 2023 года  | отсутствует        | Заблокировано за «публикацию недостоверной информации» о ситуации на Украине. |
|                 | «Гроза»                                      | groza.media                     | Россия                 |          | 9 сентября 2023 года  | отсутствует        | Заблокировано за «публикацию недостоверной информации» о ситуации на Украине. |
|                 | Raadio 4                                     | r4.err.ee                       | Эстония                |          | 9 сентября 2023 года  | отсутствует        | Заблокировано за «публикацию недостоверной информации» о ситуации на Украине. |
|                 | 24.kg                                        | 24.kg                           | Кыргызстан             |          | 13 сентября 2023 года | отсутствует        | Заблокировано за «публикацию недостоверной информации» о ситуации на Украине. |
|                 | Sotaproject                                  | sotaproject.com                 | Россия                 |          | 19 марта 2024 года    | отсутствует        | Заблокировано за «материалы, дестабилизирующие социально-политическую обстановку в России». 16 мая 2024 года Генпрокуратура признала SOTA media «нежелательной организацией».                         |
|                 | «Полит.ру»                                   | polit.ru                        | Россия                 |          | 9 апреля 2024 года    | отсутствует        | Заблокировано за «неоднократное размещение недостоверной общественно значимой информации, направленной на дестабилизацию общественно-политической обстановки».                                        |
|                 | ИА «Свободные новости. FreeNews-Volga»       | fn-volga.ru                     | Россия                 |          | 10 апреля 2024 года   | отсутствует        | Заблокировано за «неоднократное размещение противоправной информации». |
|                 | Невседома                                    | nevsedoma.com.ua                | Украина                |          | 5 марта 2022 года     | отсутствует        | Заблокировано за «неоднократное размещение противоправной информации». |